# Alexandra Schiller (Schauspielerin, 1989)

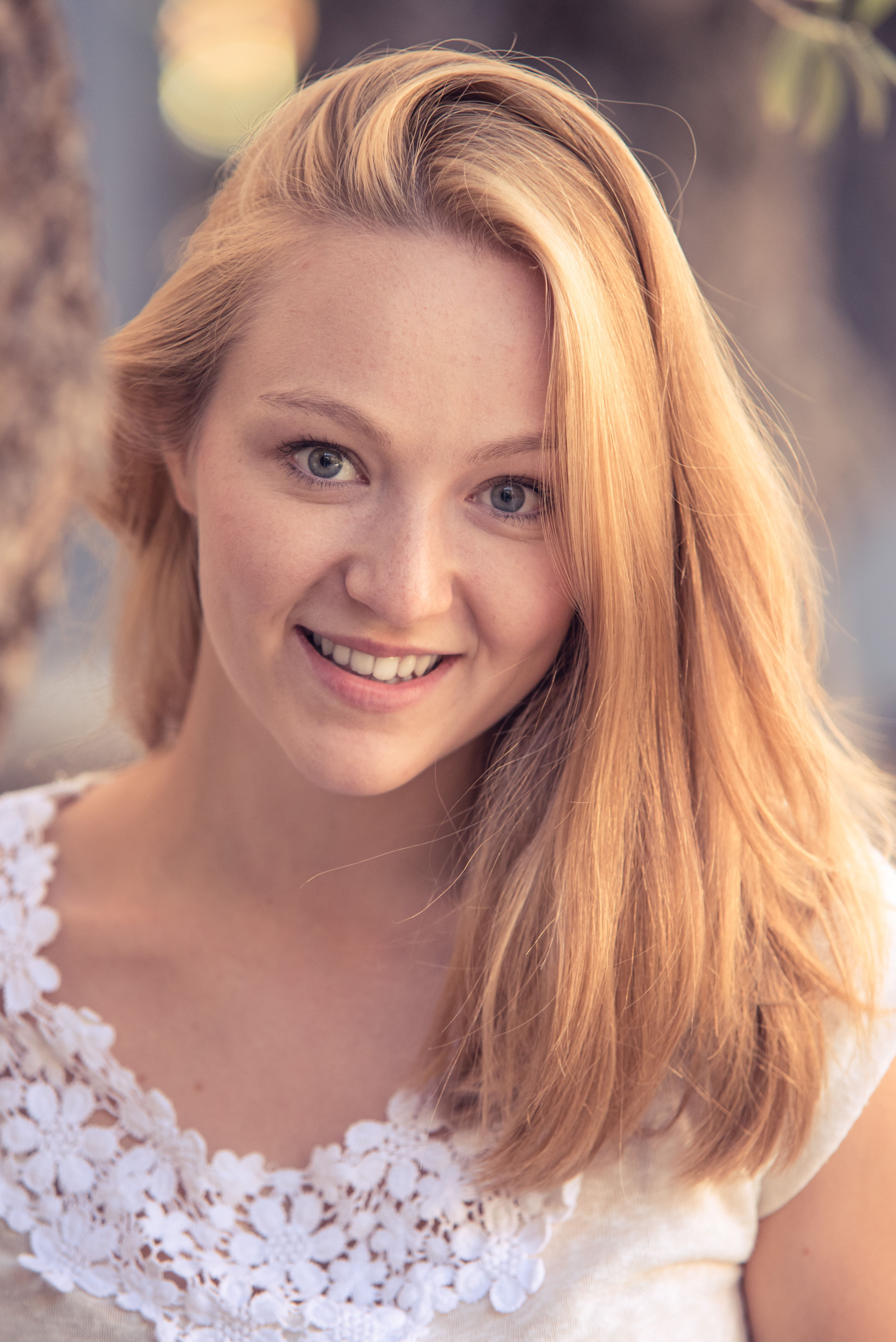
Alexandra Schiller (2018)

Alexandra Schiller (* 24. April 1989 in Tomsk, Sowjetunion) ist eine deutsche Schauspielerin, Synchronsprecherin und Komikerin.

## Werdegang
Schiller lebt seit ihrem siebten Lebensjahr in Deutschland. Mit 15 zog sie von zu Hause aus, um am Gymnasium Essen-Werden neben der Schul- auch eine Tanzausbildung zu erhalten.
Schiller studierte Zeitgenössischen und Klassischen Tanz an der Hochschule für Musik und Darstellende Kunst Frankfurt am Main und schloss mit Diplom ab. Im Anschluss absolvierte sie eine Schauspielausbildung in Köln und steht seit 2012 regelmäßig vor der Kamera. 2013 bekam der Kurzfilm Veikko, in dem sie die Hauptrolle spielt, den Camgaroo Award in der Kategorie Emotionen verliehen. 2013 spielte Schiller außerdem die Rolle der Lena im Spielfilm Points of View. 2014 war sie in der Webserie Quasinormal sechs Folgen lang als Hauptrolle Merle Anderson zu sehen. Im Folgejahr spielte sie an der Seite von Hansa Czypionka und Florence Kasumba in der ARD-Produktion Matterns Revier. 2017 gewann Schiller für ihre Hauptrolle der Lilly in der Zombie-Komödie Z-Office den Titel als bester Horrorfilmdarsteller 2017. Sie spielte die Hauptrolle in zwei Musikvideos von Regisseur Dominik Balkow zu Ein Geschenk von Ewig sowie Hurricane von Elaiza. 2020 wurde die Sendung Leider laut, in der Schiller in jeder Folge in einer Sketch-Comedy auf tritt, mit dem Grimme-Preis ausgezeichnet.
Auf der Bühne stand sie unter anderem beim 100 Grad Festival in Berlin und macht seit 2016 auch Stand-up-Comedy. Als Comedienne war Schiller beim NDR Comedy Contest und dem SWR3 Comedy Festival zu Gast und steht regelmäßig im Quatsch Comedy Club auf der Bühne.
Seit 2012 ist Alexandra Schiller Mitglied im Bundesverband Schauspiel und engagiert sich ehrenamtlich als Regionalpatin für Köln und Moderatorin des Podcasts. 2024 veröffentlichte das ZDF eine Reportage, die Alexandra Schiller in ihrem Berufsalltag begleitet.
Schiller lebt in Köln und Frankfurt am Main.

## Filmografie
- 2012: Zweimal über den Horizont (Kurzfilm)
- 2013: Points of View (Fernsehfilm)
- 2013: We Don’t Need No (Kurzfilm)
- 2013: Veikko (Kurzfilm)
- 2013: Ohne Vorsatz (Kurzfilm)
- 2014: Anti Cupido (Shocking Shorts)
- 2014: Quasinormal (Webserie)
- 2015: Mind Escape (Kurzfilm)
- 2015: Matterns Revier (ARD-Serie)
- 2016: Der Himmel ist überall blau (Kurzfilm)
- 2017: Z-Office (Mittellanger Spielfilm)
- 2018: Es war Mord! (Dokumentation)[12][13]
- 2019: Leider laut (Sketch-Comedy)[14][15]
- 2020: Nicht dein Ernst! (TV-Show)[16]
- 2020: Heiße Luft (Kurzfilm)
- 2021: Team Abdel (Sketch-Comedy)[17]
- 2022: Laser (Miniserie)[18]
- 2024: Der schwere Weg zum Traumjob (ZDF-Reportage)[11]
- 2024: Alone in the dark (Spiel)[19]